# Australië (continent)
Australië is een continent dat het vasteland van Australië, Tasmanië en Nieuw-Guinea omvat, inclusief de omliggende eilanden. Het is het kleinste van de traditionele zeven continenten. Nieuw-Zeeland behoort niet tot het continent Australië maar wordt, als deel van Oceanië, wel meestal daartoe gerekend. Het werelddeel wordt vaak Oceanië genoemd alhoewel dit uitgebreider is. Over de exacte definitie van het werelddeel is vaak verwarring.
Het continent Australië wordt door een aantal ondiepe zeeën (de Arafurazee en de Straat Torres tussen het vasteland van Australië en Nieuw-Guinea, en de Straat Bass tussen het vasteland van Australië en Tasmanië) onderverdeeld in een aantal landmassa's. In de kwartaire ijstijd, toen de zeespiegel lager lag, waren deze landmassa's met elkaar verbonden. In de laatste tienduizend jaar zijn de lager gelegen gebieden overstroomd. Geologisch gezien strekt een continent zich uit tot de rand van haar continentaal plat, waardoor de nu-afzonderlijke eilanden beschouwd worden als deel van het continent.

## Geografie en namen
Met een totale landoppervlakte van 8.560.000 km² is het Australische continent het kleinste en het laagst gelegen menselijk bewoonde continent op aarde. Het continentaal plat dat de eilanden verbindt, waarvan de helft minder dan 50 meter diep is, omvat zo'n 2.500.000 km². De soevereine staat Australië ligt grotendeels op een eigen landmassa dat het grootste deel van het continent Australië omvat. Informeel wordt dan gesproken over een 'eilandcontinent' dat omgeven is door oceanen.
In de archeologie worden verschillende namen gebruikt voor deze regio. Voor de jaren zeventig werd het Pleistocene continent aangeduid als Australazië, dat afstamt van het Latijnse woord australis, dat "zuidelijk" betekent. Deze term verwijst tegenwoordig echter meestal naar een bredere regio die Nieuw-Zeeland omvat, een land dat zich niet op het continentaal plat van Australië bevindt. In het begin van de jaren zeventig werd de term Greater Australia (Groot-Australië) geïntroduceerd voor het Pleistocene continent. Op een conferentie in 1975 en in de daaropvolgende publicatie, werd het gebruik van de naam Sahoel, dat van origine alleen gebruikt werd voor het Sahoelplat, uitgebreid om het hele continent mee aan te duiden.
In 1984 opperde W. Filewood de naam Meganesië, dat "groot eiland" of "grote eilandgroep" betekent, voor zowel het Pleistocene continent als de huidige landgebieden, en deze term wordt breed geaccepteerd in de biologie. Anderen hebben Meganesië gebruikt met andere betekenissen: de reiziger Paul Theroux voegt Nieuw-Zeeland toe in zijn definitie en anderen hebben het gebruikt voor Australië, Nieuw-Zeeland en Hawaï. Een andere bioloog, Richard Dawkins, opperde de naam Australinea in 2004. Australië-Nieuw-Guinea is ook in gebruik.

## Geologie
Het continent bevindt zich voornamelijk op de Australische Plaat. De landmassa's waren verbonden met Antarctica als deel van het supercontinent Gondwana totdat de plaat ongeveer 96 miljoen jaar geleden in noordelijke richting begon te drijven. Sindsdien bleven Australië-Nieuw-Guinea voor de langste periode één landmassa. Toen de laatste ijstijd zo'n 10.000 v.Chr. eindigde, vormde de stijgende zeespiegel de Straat Bass, die Tasmanië scheidt van het vasteland van Australië. Tussen 8000 en 6500 v.Chr. overstroomden de lager gelegen gebieden in het noorden, waardoor Nieuw-Guinea, de Aru-eilanden en het vasteland van Australië zich van elkaar afscheidden.